# Nelson Acosta
Nelson Bonifacio Acosta Lopez (Paso de los Toros, 12 de junho de 1944) é um ex-futebolista e treinador uruguaio. Com o Chile conseguiu chegar às oitavas de final na Copa do Mundo de 1998.

## História
Seus primeiros 14 anos de sua vida passou-os ao lado de seus cinco irmãos, dois homens e três mulheres, em sua estação nativa França, localizado e  situado a 14 quilômetros de Montevideo, Uruguai, composto por um armazém, uma escola, cinco ou seis casas, e a estação da estrada de ferro, de que seu pai era o mestre da estação.
Em 1969 foi jogar no Huracán Buceo. Na primeira partida do campeonato, diante do Central Español, entrou no segundo tempo e não saiu mais atrasado mais a titularidade até mudar de time, quando foi para o Peñarol em 1972 onde ficou bastante conhecido. Foram cinco temporadas e três títulos (1973, 1974 e 1975) eram parte de sua lista de títulos conquistados com a camisa aurinegra. Em 1977 chega ao Chile a fim de defender o Everton, e mais tarde jogar pelo O'Higgins e encerrar a carreira pelo Arturo Fernandez Vial.
Como o treinador, ficou a maior parte de sua carreira no Chile, cujo ponto culmina após conquistar a Copa Chile pela Unión Española em 1992 e 1993. Em 1996, após o fracasso de Xavier Azkargorta, o então treinador da seleção chilena, foi chamado para treinar a seleção com a poderosa força ofensiva formada pela dupla Iván Zamorano e Marcelo Salas. Como resultado conseguiu classificar o Chile para a Copa do Mundo de 1998, e de quebra a primeira vez passar para a segunda fase desde 1962.
Mais tarde obteria a medalha de bronze pelo Sub-23 nas Olimpíadas de 2000. Entretanto, nas eliminatórias para a Copa do Mundo de 2002 não consegue bons resultados, sendo o Chile último colocado, isso culminou em sua demissão.
Em 2005, volta a seleção chilena, substituindo Juvenal Olmos no comando técnico, porém, sem grandes resultados. Desde então ele seguiu na posição, sob rejeição, por seu esquema de jogo ser excessivamente preservativo, resultando no fracasso da Copa América 2007.
Finalmente renunciou à seleção dia 10 de julho de 2007, após a derrota vergonhosa para o Brasil por 6 a 1, e pelo escândalo de que alguns jogadores teriam se embriagaram e atacaram os empregados do hotel onde estavam hospedados.

## Títulos

### Como jogador
Peñarol
- Campeonato Uruguaio: 1973, 1974, 1975

### Como treinador
Unión Española
- Copa Chile: 1992, 1993

Cobreloa
- Campeonato Chileno: Apertura 2003 e Clausura 2004

Everton de Viña del Mar
- Campeonato Chileno: Apertura 2008